# Robert T. Morris

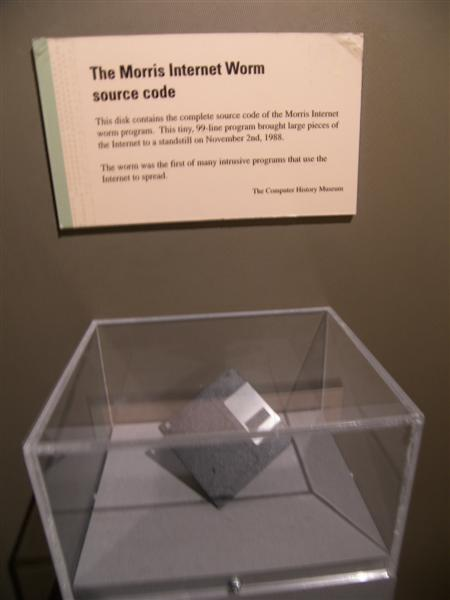
Diskett med källkoden för Morrismasken.

Robert Tappan Morris, född 8 november 1965, var den första hackaren som lyckades skriva en internetmask, Morrismasken, ett slags datorvirus, som spred sig mellan datorer. Morris påstod att det bara var ett experiment, med syfte att uppskatta internets omfattning, men dömdes 1990 trots detta till 400 timmar samhällstjänst och böter på 10 050 dollar. Idag är han professor vid Massachusetts Institute of Technology (MIT) och arbetar med forskning inom datakommunikation. Han har aldrig kommenterat händelsen offentligt. 